# Fischwasser

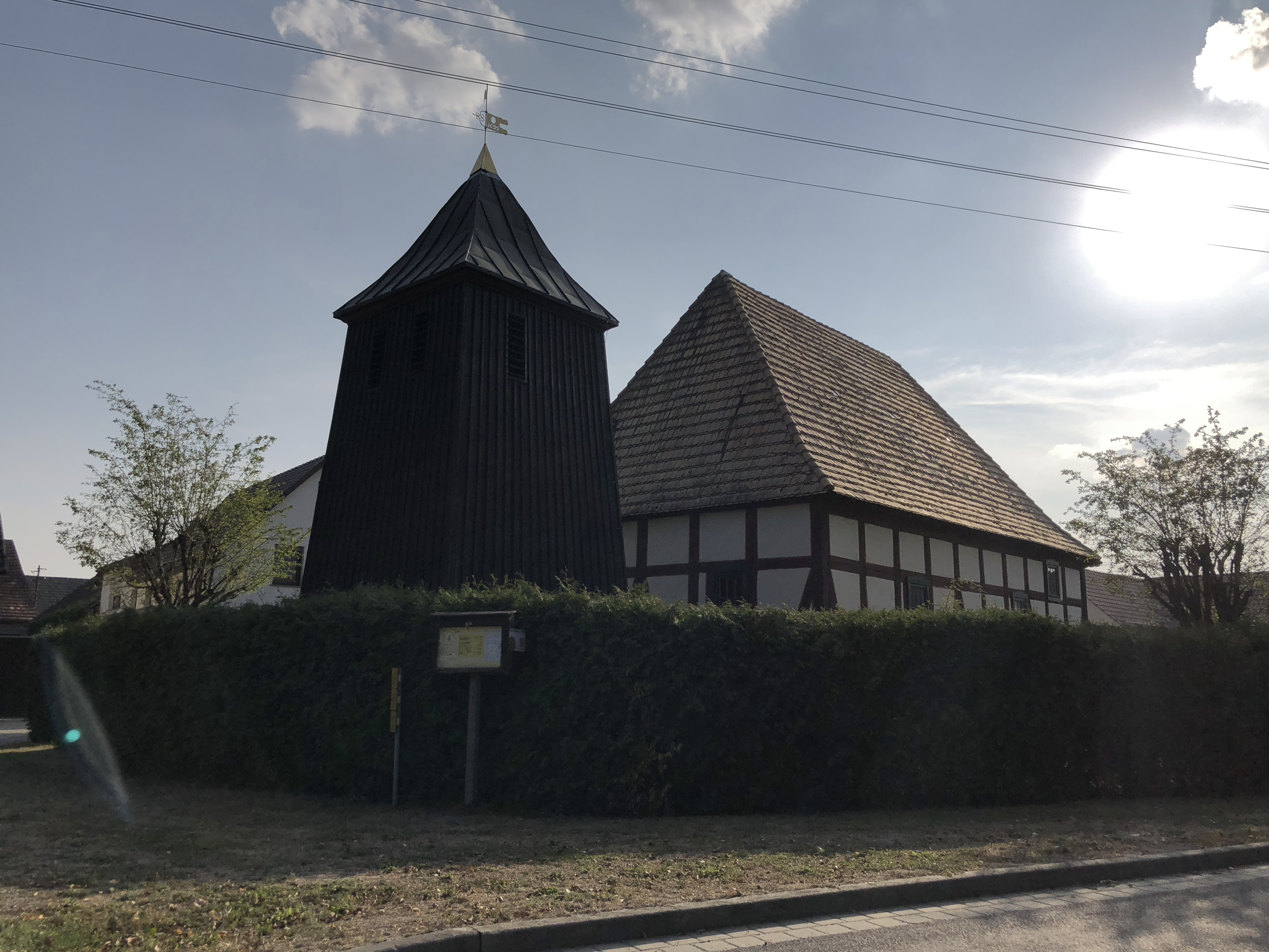
Kirchturm und Kirche in Fischwasser

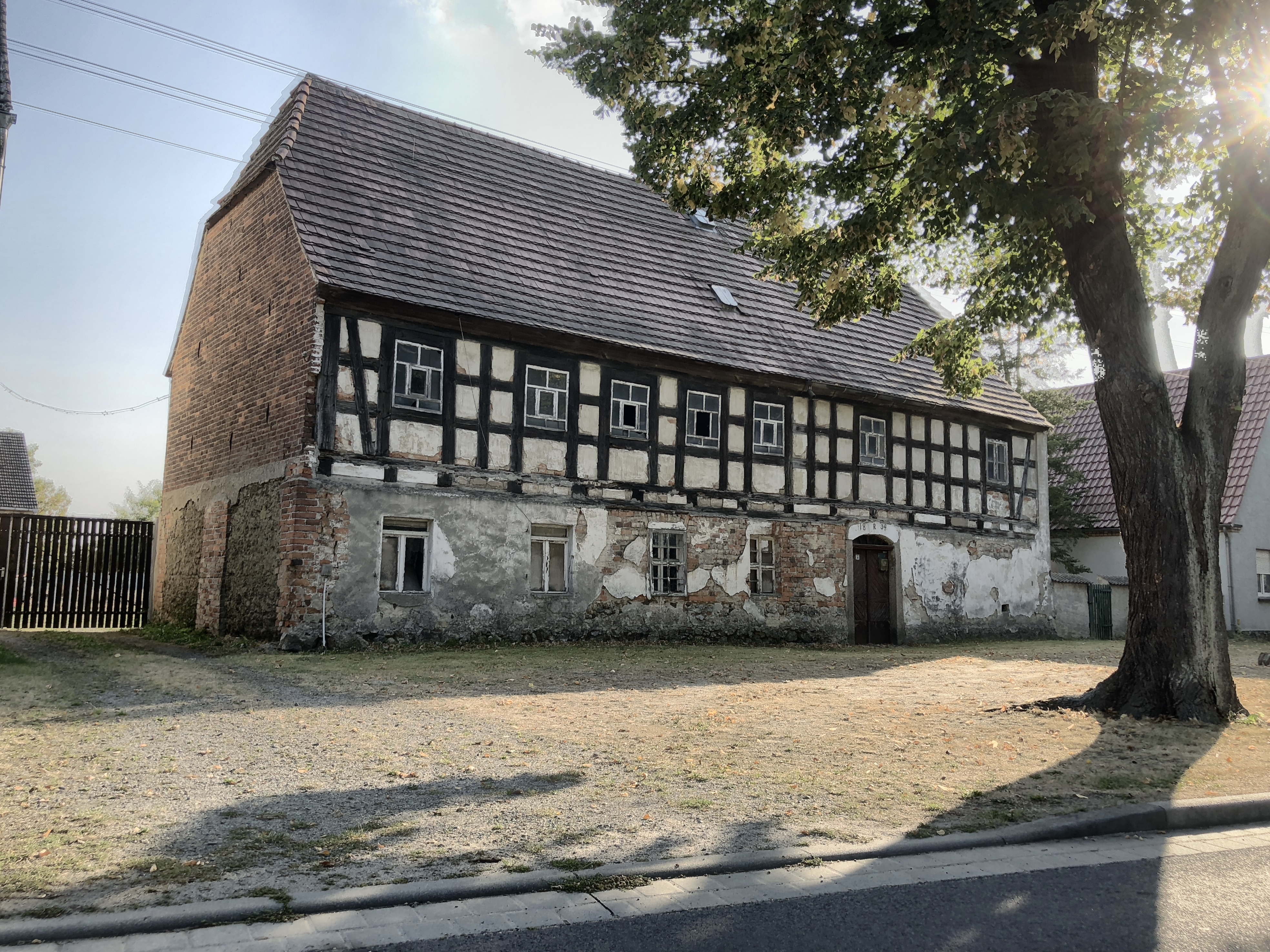
Umgebindehaus in Fischwasser

Fischwasser (niedersorbisch Rybnik) ist ein Ortsteil der Gemeinde Heideland im südbrandenburgischen Landkreis Elbe-Elster.

## Lage
Fischwasser liegt im Norden des Naturparks Niederlausitzer Heidelandschaft, etwa sieben Kilometer südöstlich von Doberlug-Kirchhain und zehn Kilometer südwestlich von Finsterwalde. Umliegende Ortschaften sind Eichholz im Nordosten, Drößig im Osten, der Finsterwalder Ortsteil Sorno im Südosten, der Rückersdorfer Ortsteil Oppelhain im Süden, Rückersdorf im Südwesten, der Ortsteil Lindena der Gemeinde Schönborn im Westen sowie Lugau im Nordwesten.
Fischwasser liegt etwa zwei Kilometer südlich der Landesstraße 601. Durch den Ort fließt die Schacke.

## Geschichte
Das 1234 erstmals urkundlich als „Vishwazer“ erwähnte Fischwasser befindet sich nördlich der nach dem Dreißigjährigen Krieg verlagerten ursprünglichen Ortslage in einem ehemaligen Sumpfgebiet.
Am 31. Dezember 2001 erfolgte der Zusammenschluss von Fischwasser mit der benachbarten Gemeinde Eichholz-Drößig zur Gemeinde Heideland. Ortsvorsteher ist Henry Ruske.

## Einwohnerentwicklung
| 1875 | 302 |  | 1946 | 462 |  | 1989 | 239 |  | 1995 | 226 |
| 1890 | 303 |  | 1950 | 441 |  | 1990 | 241 |  | 1996 | 219 |
| 1910 | 355 |  | 1964 | 438 |  | 1991 | 229 |  | 1997 | 215 |
| 1925 | 401 |  | 1971 | 303 |  | 1992 | 226 |  | 1998 | 223 |
| 1933 | 359 |  | 1981 | 251 |  | 1993 | 217 |  | 1999 | 221 |
| 1939 | 349 |  | 1985 | 248 |  | 1994 | 227 |  | 2000 | 234 |

## Kultur und Sehenswürdigkeiten

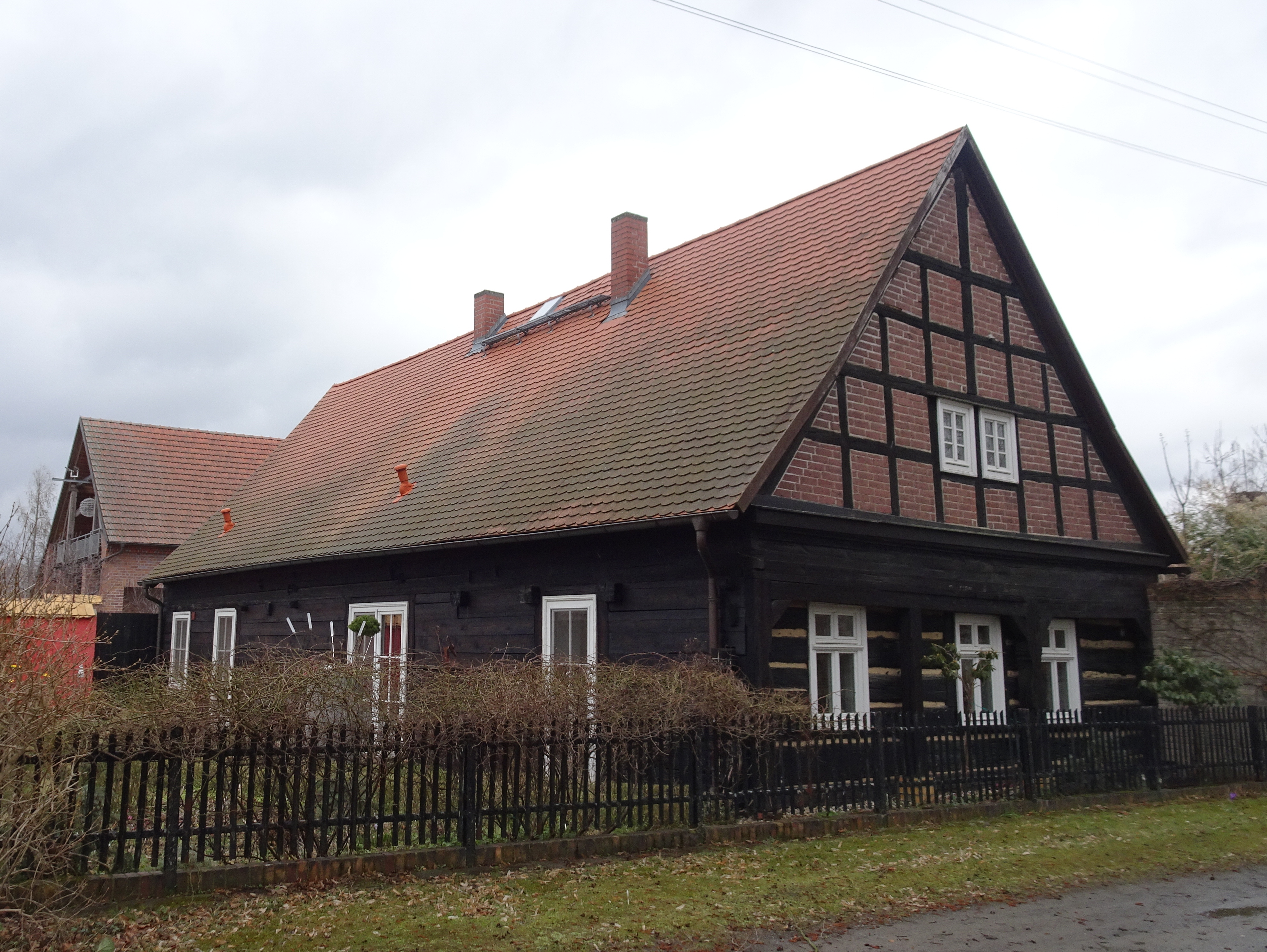
Blockhaus mit Umgebinde aus dem Jahr 1791.

In Fischwasser stehen einige Gebäude unter Denkmalschutz. Beachtenswert ist die im 17. Jahrhundert als Fachwerkbau errichtete Kirche des Ortes. Deren aus Sandstein bestehender Taufstein stammt aus dem Jahr 1386. Weitere Baudenkmäler im Ort sind unter anderem ein 1791 erbautes Blockhaus, in welchem ein kleines Museum eingerichtet wurde,  sowie ein aus dem Jahr 1834 stammendes Umgebindehaus.